# Атлетика на Летњим олимпијским играма 1904 — 110 метара препоне за мушкарце
Дисциплина трчања на 110 метара препоне у мушккој конкуренцији, била је, једна од атлетских дисциплина на Олимпијским играма 1904. у Сент Луису. Такмичење је одржано 3. септембра на стадиону Франсис Филд. Учествовало је 7 такмичара, из 2 земље.

## Земље учеснице
- Аустралија (2)
- САД (5)

## Рекорди пре почетка такмичења
| Најбољи резултат на свету | 15,0 • | Тадијус Шајдлер | САД | Сент Луис, САД   | 5. јун 1897.  |
| Олимпијски рекорд         | 15,4   | Алвин Крензлајн | САД | Париз, Француска | 14. јул 1900. |

• = незванично

## Освајачи медаља
| Фредерик Шуле САД | Тадијус Шајдлер САД | Лесли Ешбернер САД |

### Квалификације
У квалификацијама такмичари су били подељени у 2 групе, права са 4, а друга са 4 такмичара. За финале су се пласирала по двојица првопласираних из обе групе (КВ).
Група 1
| Место | Атлетичар               | Време    | Белешка. |
| ----- | ----------------------- | -------- | -------- |
| 1.    | Фредерик Шуле САД       | 16,2     | КВ       |
| 2.    | Лесли Ешбернер САД      | непознат | КВ       |
| 3.    | Вард Макланахан САД     | непознат |          |
| 4.    | Кори Гарднер Аустралија | непознат |          |

Група 2
| Место | Атлетичар                  | Време    | Белешка. |
| ----- | -------------------------- | -------- | -------- |
| 1     | Френк Каслмен САД          | 16,2     | КВ       |
| 2     | Тадијус Шајдлер САД        | непознат | КВ       |
| 3     | Лесли Макферсон Аустралија | непознат |          |

## Финале
| Место | Атлетичар           | Време    | Белешка. |
| ----- | ------------------- | -------- | -------- |
|       | Фредерик Шуле САД   | 16,0     |          |
|       | Тадијус Шајдлер САД | 16,3     |          |
|       | Лесли Ешбернер САД  | 16,4     |          |
| 4     | Френк Каслмен САД   | непознат |          |